# Lamborghini Diablo
Lamborghini Diablo este o mașină sport de înaltă performanță cu motor central construită de producătorul auto italian Lamborghini între 1990 și 2001. Este prima Lamborghini de producție capabilă să atingă o viteză maximă de peste 320 de kilometri pe oră (200 mph). După încheierea producției sale în 2001, Diablo a fost înlocuit de Lamborghini Murciélago. Numele Diablo înseamnă „diavol” în spaniolă.